# Adrian Proteasa
Adrian Proteasa (* 1. März 1959 in Bukarest) ist ein ehemaliger rumänischer Leichtathlet, der sich auf den Hochsprung spezialisiert hat. Seinen größten Erfolge feierte er mit dem Gewinn der Bronzemedaille bei den Halleneuropameisterschaften 1980 in Sindelfingen.

## Sportliche Laufbahn
Erste internationale Erfahrungen sammelte Adrian Proteasa vermutlich im Jahr 1977, als er bei den Junioreneuropameisterschaften in Donezk mit übersprungenen 2,10 m den fünften Platz belegte. 1979 gewann er bei den Balkanspielen in Piräus mit 2,14 m die Bronzemedaille hinter dem Griechen Dimitrios Patronis und Waleri Zwetkow aus Bulgarien und im Jahr darauf gewann er bei den Halleneuropameisterschaften in Sindelfingen mit 2,29 m die Bronzemedaille hinter Dietmar Mögenburg aus der Bundesrepublik Deutschland und Jacek Wszoła aus Polen. Im Juni gewann er bei den Balkanspielen in Sofia mit 2,15 m die Bronzemedaille hinter dem Jugoslawen Vaso Komnenić und Michalis Minoudis aus Griechenland. Daraufhin erreichte er bei den Olympischen Sommerspielen in Moskau das Finale und belegte dort mit einer Höhe von 2,21 m den siebten Platz. In der Folge trat er nicht mehr international in Erscheinung.
In den Jahren von 1977 bis 1981 wurde Proteasa rumänischer Meister im Hochsprung.